# ISU-122
ISU-122 – radzieckie działo samobieżne z okresu II wojny światowej.

## Historia
Aby zwiększyć siłę ognia czołgu IS-2, postanowiono zamontować na jego podwoziu haubicoarmatę kalibru 152 mm. Problemy techniczne ominięto rezygnując z obrotowej wieży. W ten sposób powstało działo samobieżne ISU-152. Ponieważ powstawało więcej kadłubów niż dział 152 mm, zdecydowano się montować poddane modyfikacji armaty 122 mm wzór 1943/1944. Działa pozbawiano hamulca wylotowego, a ich zamek śrubowy zamykano ręcznie. Nowy typ pojazdu wszedł do produkcji w końcu 1943.
Rok później powstała przeznaczona dla czołgu IS-2 armata D-25T (wz. 1943) kalibru 122 mm. Ponieważ nadal dostarczano zbyt małe ilości dział 152 mm, postanowiono montować nowo powstałe armaty 122 mm oznaczane jako D-25S w kadłubach ISU. Nowe działo z hamulcem wylotowym i półautomatycznym zamkiem klinowym znacznie zwiększyło szybkostrzelność. Zmodyfikowane działa, oznaczane ISU-122S, weszły do produkcji wiosną 1944.
Wszystkie trzy działa (ISU-152, ISU-122 i ISU-122S) miały wspólny kadłub, zawieszenie, silnik, układ transmisji, wyposażenie elektryczne i radiowe z czołgiem IS-2, co znacząco ułatwiało produkcję.

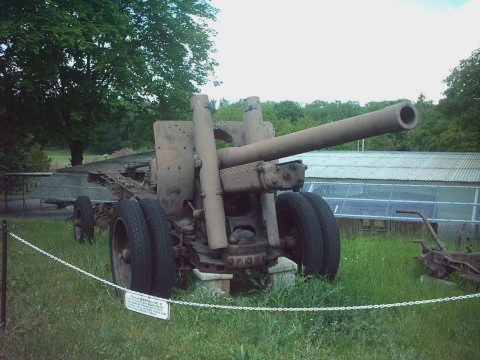
122 mm armata wz. 1931/37

## Służba
ISU-122, dzięki potężnemu uzbrojeniu, okazał się dobrym niszczycielem czołgów, jednak do jego słabych stron należały duży martwy kąt znajdujący się poza szczelinami obserwacyjnymi oraz trudności w poruszaniu się w terenie (przyczyną była długa lufa).

## W muzeach
Działa samobieżne ISU-122 są eksponowane w następujących polskich muzeach:
- Lubuskie Muzeum Wojskowe w Drzonowie - pojazd bez armaty
- Muzeum Oręża Polskiego w Kołobrzegu nr taktyczny 710
- Muzeum Uzbrojenia w Poznaniu Muzeum Broni Pancernej w Poznaniu – oddziale Muzeum Wojska Polskiego w Warszawie
- Muzeum Polskiej Techniki Wojskowej w Warszawie – oddziale Muzeum Wojska Polskiego w Warszawie - pojazd sprawny technicznie- To jedyne jeżdżące w Europie działo samobieżne ISU-122.

Inne zachowane pojazdy
- Działo samobieżne-pomnik w Malborku, nr taktyczny 1010